# Hans-Henning Horstmann
Hans-Henning Horstmann (* 29. August 1945 in Garmisch-Partenkirchen) ist ein deutscher Diplomat.

## Leben
Horstmann leistete von 1964 bis 1966 seinen Wehrdienst, den er als Hauptmann der Reserve abschloss. Nach dem Studium der Rechts- und Staatswissenschaften trat er 1972 in den Auswärtigen Dienst ein und war dort mit verschiedenen Aufgaben befasst. Von 1991 bis 1994 wirkte er als Pressesprecher von Bundespräsident Richard von Weizsäcker. 1994 bis 1998 war er erneut im Auswärtigen Amt tätig, zunächst als Leiter des Westeuropa-Referates in der Politischen Abteilung (bis 1996) und später als Leiter der Unterabteilung für Nordamerika und Nord-, West- und Südeuropa der Politischen Abteilung. 1998 wurde er in das Amt des Stellvertretenden Politischen Direktor im Auswärtigen Amt berufen und wechselte in der Folge 1999 als Leiter der Auslandsabteilung in das Presse- und Informationsamt der Bundesregierung.
Von 2002 bis 2006 war er außerordentlicher und bevollmächtigter Botschafter der Bundesrepublik Deutschland in Österreich, von 2006 bis 2010 außerordentlicher und bevollmächtigter Botschafter der Bundesrepublik Deutschland beim Heiligen Stuhl; zu seinem Nachfolger wurde Walter Jürgen Schmid ernannt.
Hans-Henning Horstmann ist seit 1971 mit Illa Horstmann verheiratet. Sie haben zwei Kinder. Er ist Bruder der OECD-Diplomatin Barbara Ischinger.

## Auszeichnungen
- 2006: Großes Goldenes Ehrenzeichen am Bande für Verdienste um die Republik Österreich[3]
- 2009: Großkreuz des Piusordens